# Amara torrida
Amara torrida là một loài bọ cánh cứng thuộc họ Bọ chân chạy. Loài này có ở Bắc Mỹ, châu Á nhiệt đới, và châu Âu.